# Olof Johansson i Edsbyn
Olof Johansson (i riksdagen kallad Johansson i Edsbyn), född 15 november 1867 i Ovanåker, död där 14 mars 1933, var en svensk byggmästare och politiker (liberal). 
Olof Johansson, som kom från en bondesläkt, drev en snickerifabrik i Edsbyn från 1900, senare också en skidfabrik och en cementfabrik. Han var kommunalt verksam i Edsbyn och var också ordförande för Ovanåkers missionsförsamling 1913–1931.
Han var riksdagsledamot i andra kammaren från 1922 till sin död 1933, under 1921 för Hälsinglands södra valkrets och från 1922 för Gävleborgs läns valkrets. Han tillhörde Frisinnade landsföreningens riksdagsgrupp Liberala samlingspartiet, efter den liberala partisplittringen Frisinnade folkpartiet. I riksdagen var han bland annat suppleant i bankoutskottet 1925 och 1927–1933. Han engagerade sig inte minst i nykterhetsfrågor. Han skrev i riksdagen 28 egna motioner främst om skatter, yrkesundervisning och nykterhetsfrågor, bl a anslag till nykterhetsupplysning
men även om understöd till enskilda personer.
Olof Johanssons hustru var Brita Persdotter född 1870. Han hade även tre fosterbarn, Emma född 1893, Eva född 1907 samt fostersonen Nils Åke Vestlind född 1908 (utflyttad från Kongo).